# Округ Адер (Мисури)
Адер (енгл. Adair County) округ је у америчкој савезној држави Мисури.

## Демографија
По попису из 2010. године број становника је 25.607, што је 630 (2,5%) становника више него 2000. године.
| Група             | 2000.          | 2010.          |
| Белци             | 23.738 (95,0%) | 23.751 (92,8%) |
| Афроамериканци    | 299 (1,2%)     | 408 (1,6%)     |
| Азијати           | 347 (1,4%)     | 453 (1,8%)     |
| Хиспаноамериканци | 315 (1,3%)     | 523 (2,0%)     |
| Укупно            | 24.977         | 25.607         |